# Banan, Syria
Banan (tiếng Ả Rập: بنان) là một thị trấn thuộc tỉnh Aleppo. Đây là trung tâm hành chính của một nafiya có cùng tên, và là một phần của quận As-Safira.

## Địa lý
Thị trấn nằm ở phía tây nam của Sabkhat al-Jabbul, với độ cao 508 mét. Nó cách 23 km về phía đông nam của Aleppo và cách thủ đô Damascus 282 km.

## Dân số
Theo điều tra dân số năm 2004, dân số là 4186, bao gồm 2171 nam và 2015 nữ.

## Vận chuyển
Thị trấn được phục vụ bởi sân bay quốc tế Aleppo.